# Vingar kring fyren
Vingar kring fyren är en svensk dramafilm från 1938 i regi av Ragnar Hyltén-Cavallius.

## Handling
Sjömannen John Anker från Norge blir förälskad i den unga flickan Anna Holmstrand, men blir förtvivlad när han får reda på att hon redan är förlovad med fyrmästaren Knut Holmstrand och John lämnar henne. En dag behöver fyren anställa ett nytt fyrbiträde och John, som länge ansökt om jobbet får det. Det han inte vet är att Anna bor på fyren, och hans känslor för henne kommer tillbaka.

## Om filmen
Filmen premiärvisades den 10 oktober 1938 på biograferna Alcazar och Astoria i Stockholm. Den spelades in vid Irefilms ateljéer i Stockholm med exteriörer från Visby och Grönskärs fyr på Värmdö av Hilmer Ekdahl. Som förlaga har man Poul Knudsens manus Du skal ikke begære.
Vingar kring fyren har visats i SVT, bland annat 1998, 2004, 2012, 2017, i juni 2020, i juni 2022 och i juli 2024.

## Rollista (i urval)
| Lars Hanson      | – Knut Holmstrand, fyrmästare på Gråskärs fyrplats |
| Karin Ekelund    | – Anna Holmstrand, hans hustru                     |
| Alfred Maurstad  | – John Anker, sjöman, senare fyrbiträde            |
| Hilda Borgström  | – Mor Holmstrand, Knuts mor                        |
| Knut Frankman    | – Frisk, fyrbiträde                                |
| Anna Lindahl     | – frälsningssoldaten på ölsjappet i London         |
| Robert Ryberg    | – doktorn                                          |
| Valborg Svensson | – hans hustru                                      |
| Ingrid Sandahl   | – barnmorskan                                      |
| Hjördis Gille    | – kvinna i baren på ölsjappet                      |
| Millan Olsson    | – kvinna i baren på ölsjappet                      |
| Nils Whiten      | – gäst på ölsjappet                                |
| John Sandling    | – gäst på ölsjappet                                |
| Charles White    | – gäst på ölsjappet                                |
| Mary Hjelte      | – gäst på ölsjappet                                |
| Anna Pettersson  | – statistroll (Hjördis Pettersons biologiska mor)  |

## Musik i filmen
- "Det var dans på bryggan därhemma", kompositör Ernfrid Ahlin, text Roland, sång Alfred Maurstad
- "Med Eros penna", kompositör Eric Westberg, instrumental
- "Vingar kring fyren", kompositör Ernfrid Ahlin, text Roland, instrumental
- "Vår tangomelodi", kompositör Ernfrid Ahlin, text Roland, instrumental
- "Nu är det jul igen", sång Valborg Svensson
- "Nearer, My God, to Thee" ("Närmare, Gud, till dig"), kompositör Lowell Mason, engelsk text Sarah Flower Adams, svensk text Emanuel Linderholm, sång på engelska Anna Lindahl